# Дрезденко
Дрезденко (пол. Drezdenko, нем. Driesen) — город в Польше, входит в Любушское воеводство, Стшелецко-Дрезденецкий повят. Имеет статус городско-сельской гмины. Занимает площадь 10,74 км². Население — 10421 человек (на 2004 год).

## История
В этом районе находилась пограничная крепость средневекового польского государства. Во время правления Болеслава III Кривого он был возведён в ранг кастеляна. В период феодальной раздробленности Польши он первоначально был частью Великопольского герцогства, а затем стал предметом борьбы между герцогством и маркграфством Бранденбург, которое взяло его под свой контроль после 1296 года. Он был продан бранденбургцами монашескому ордену Тевтонских рыцарей в 1317 году под руководством рыцарей Буркхарда и Генриха фон дер Остена. Однако в 1365 году он стал частью Королевства Польского во время правления короля Казимира III Великого, чтобы снова быть потерянным тевтонскими рыцарями в 1408 году. Город был оставлен тевтонскими рыцарями, замок сгорел дотла, а часть городских стен рухнула. В 1455 году, после начала Тринадцатилетней войны, рыцари продали его обратно Бранденбургу, чтобы собрать средства для войны против Польши. Польский король Казимир IV Ягеллон всё ещё предпринимал мирные попытки вернуть город, но безуспешно.
В 1605 году город был преобразован в крепость, которая во время Тридцатилетней войны была осаждена шведами, которые захватили в 1639 году и удерживали её до 1650 года. В 1662 году в городе произошёл пожар. В 1701 году он стал частью Пруссии. Во время Семилетней войны, с 1758 по 1762 год, город был оккупирован русскими, которые обложили жителей высокими контрибуциями. В результате часть жителей бежала, некоторые были казнены, а русские сожгли некоторые здания. Также разразилась эпидемия тифа. После войны разрушенные части укреплений были демонтированы, и город был вновь заселён переселенцами из Польши, Голландской Республики и германских государств. После заселения и прибытия торговцев из Познани и Гамбурга город процветал как торговый центр. В 1775 году город получил привилегию от польской короны, разрешающую продажу иностранных шёлковых тканей в Польшу. Там также продавались другие товары, в том числе быки из Польши, венгерское вино и колониальные товары.
Во время наполеоновских войн в городе были размещены французские войска. В 1831 году несколько колонн польских офицеров и солдат прошли маршем через город, спасаясь от раздела Польши Россией после неудавшегося ноябрьского восстания. С 1871 по 1945 год город был частью Германии. После того, как Польша восстановила независимость после Первой мировой войны, рядом проходила польско-германская граница, в результате чего город оказался на немецкой стороне. В межвоенный период местная экономика ослабла, многие жители эмигрировали на заработки в западную Германию. Кроме того, усилились попытки германизации польского населения, в результате чего некоторые уехали в Польшу. Экономический рост произошёл в связи с милитаризацией Германии нацистами в 1930-х годах, и во время Второй мировой войны в город было привезено много принудительных рабочих, в основном поляков. После войны город снова стал частью Польши в соответствии с Потсдамской конференцией.

## Города-побратимы
- Вёрт-на-Рейне, Германия
- Винзен, Германия